# Euantha interrupta
Euantha interrupta är en tvåvingeart som beskrevs av Aldrich 1927. Euantha interrupta ingår i släktet Euantha och familjen parasitflugor.
Artens utbredningsområde är Costa Rica. Inga underarter finns listade i Catalogue of Life.